# Jászberényi KSE
A Jászberényi KSE (2015 óta szponzorált nevén JP-Auto Jászberényi KSE) egy jászberényi NB I/A csoportos kosárlabdacsapat. 2001-ben alapították, 2005-ben jutottak fel az NB I/B csoportba. 2009–10-ben megnyerték az NB I/B keleti csoportját, de a keresztbejátszás során csak a 3. helyet szerezték meg. 2010–11-ben megnyerték az alapszakaszt és a rájátszást is, így feljutottak az élvonalba.
A 2011–12-es bajnokságban a 13. helyen végeztek az alapszakaszban, és az osztályozón kivívták a Zalakerámia-ZTE KK-val szemben a bentmaradást. A 2012–13-as bajnokságban az alapszakasz 4. helyén végeztek, így a felsőházi középszakaszba kerültek, ahonnan a felsőházi rájátszásban folytatják. Itt az 5. helyet érték el, a negyeddöntőben a Kaposvári KK ellen 3–2-re alulmaradtak, így a bajnokság 5. helyén végeztek.
A 2013–2014-es szezonban a csapat elindult az EuroChallenge küzdelmeiben, ahol mind a hat mérkőzésen vereséget szenvedett. A bajnokság alapszakaszában az utolsó előtti helyet érték el, a középszakaszban két helyet javítva végül a 10. helyen végeztek, így osztályozó nélkül bent maradtak az A csoportban.
A 2014-2015-ös szezonban a csapat konszolidációs évében, egyedülállóként a magyar élvonalban, kettő külföldi légióssal állt fel, ám ez így is elégnek bizonyult, hogy osztályozó nélkül bent maradjanak az élvonalban.
A 2015-2016-os szezonban hullámvölgybe került a Jászberényi KSE, már már biztosnak tűnt az osztályozó kérdése. Az alapszakasz küzdelmeiben a csapat az utolsó helyet szerezte meg, ám a középszakasz alsóházi meccsein mindössze egy idegenbeli vereséggel, a csapat meghosszabbította az "A" csoportos tagságát a 2016/17-es idényre.

## Eredmények
| Évad      | Név                   | Magyar bajnokság | Magyar kupa   | Nemzetközi szereplés     |
| --------- | --------------------- | ---------------- | ------------- | ------------------------ |
| 2011–2012 | Jászberényi KSE       | 13. hely         | Negyeddöntős  |                          |
| 2012–2013 | Top Cop Security JKSE | 5. hely          | Nyolcaddöntős |                          |
| 2013–2014 | Fortress-JKSE         | 10. hely         | Negyeddöntős  | EuroChallenge csoportkör |
| 2014–2015 | Fairium JKSE          | 11. hely         | nem jutott be |                          |
| 2015–2016 | JP-Top Cop JKSE       | 12. hely         | nem jutott be |                          |
| 2016–2017 | JP Auto-JKSE          | 12. hely         | nem jutott be |                          |
| 2017–2018 | JP Auto-JKSE          | 12. hely         | nem jutott be |                          |
| 2018–2019 | JP Auto-JKSE          | 5. hely          | 4. hely       |                          |
| 2019-2020 | JP Auto-JKSE          | félbeszakadt     | nem jutott be |                          |

## Jelenlegi játékosok
Utolsó módosítás: 2021. február 3.
| Játékosok | Edzők |                        |       |          |                               |                          |
| \| Mezszám \| Név \| Ország \| Poszt \| Magasság \| Életkor \| Korábbi csapat \| \| ------- \| ------------------ \| ------ \| ----- \| -------- \| ----------------------------- \| ------------------------ \| \| 7 \| Aleksa Brbaklic \| \| 2-3 \| 196 cm \| 1995. október 14. (29 éves) \| Alba Fehérvár \| \| 15 \| Ruják Bence \| \| 1-2 \| 193 cm \| 1995. február 13. (30 éves) \| Soproni KC \| \| \| Füzi Róbert \| \| 3 \| 195 cm \| 1999. január 27. (26 éves) \| HOYA-PE Veszprém \| \| \| Katona Bence \| \| 1-2 \| 190 cm \| 1999. március 29. (25 éves) \| MAFC \| \| \| Stefan Filipovic \| \| 5 \| 207 cm \| 1998. február 5. (27 éves) \| Egis Körmend \| \| \| Czirbus József \| \| 5 \| 202 cm \| 1994. augusztus 10. (30 éves) \| HOYA-PE Veszprém \| \| \| Xeyrius Williams \| \| 4-5 \| 206 cm \| 1997. május 26. (27 éves) \| Egis Körmend \| \| \| James Kinney \| \| 2 \| 188 cm \| 1990. október 10. (34 éves) \| Soproni KC \| \| \| Orlando Coleman \| \| 3 \| 196 cm \| 1992. szeptember 9. (32 éves) \| Atomerőmű SE \| \| \| Jarvis Garrett Jr. \| \| 1 \| 183 cm \| 1995. május 13. (29 éves) \| BK Spisska \| \| \| Mladen Primorac \| \| 5 \| 211 cm \| 1990. március 7. (35 éves) \| KK Zabok \| \| \| Szőke Péter Soma \| \| 1-2 \| 188 cm \| 2002. \| utánpótlásból került fel \| \| \| Frank Áron \| \| 1 \| 192 cm \| 2000. január 20. (25 éves) \| Szolnoki Olajbányász KK \| \| \| Kaszás Márton \| \| 3 \| 193 cm \| 2001. \| utánpótlásból került fel \| \| \| Rékasi Bendegúz \| \| 5 \| 198 cm \| 2001. január 8. (24 éves) \| utánpótlásból került fel \| \| \| Tóth Tibor \| \| 1-2 \| 179 cm \| 2001. \| utánpótlásból került fel \| | Vezetőedző Patai Benjamin Edző(k) Lo Elhadji Malick Megjegyzés, jelmagyarázatA dőlttel szedett játékosok megfelelnek az U23-as szabálynak. A vastagon szedettek válogatott játékosok. Forrás |                        |       |          |                               |                          |
| Mezszám | Név | Ország                 | Poszt | Magasság | Életkor                       | Korábbi csapat           |
| 7 | Aleksa Brbaklic | Magyarország · Szerbia | 2-3   | 196 cm   | 1995. október 14. (29 éves)   | Alba Fehérvár            |
| 15 | Ruják Bence | Magyarország           | 1-2   | 193 cm   | 1995. február 13. (30 éves)   | Soproni KC               |
| | Füzi Róbert | Magyarország           | 3     | 195 cm   | 1999. január 27. (26 éves)    | HOYA-PE Veszprém         |
| | Katona Bence | Magyarország           | 1-2   | 190 cm   | 1999. március 29. (25 éves)   | MAFC                     |
| | Stefan Filipovic | Magyarország · Szerbia | 5     | 207 cm   | 1998. február 5. (27 éves)    | Egis Körmend             |
| | Czirbus József | Magyarország           | 5     | 202 cm   | 1994. augusztus 10. (30 éves) | HOYA-PE Veszprém         |
| | Xeyrius Williams | USA                    | 4-5   | 206 cm   | 1997. május 26. (27 éves)     | Egis Körmend             |
| | James Kinney | USA                    | 2     | 188 cm   | 1990. október 10. (34 éves)   | Soproni KC               |
| | Orlando Coleman | USA                    | 3     | 196 cm   | 1992. szeptember 9. (32 éves) | Atomerőmű SE             |
| | Jarvis Garrett Jr. | USA                    | 1     | 183 cm   | 1995. május 13. (29 éves)     | BK Spisska               |
| | Mladen Primorac | bosnyák                | 5     | 211 cm   | 1990. március 7. (35 éves)    | KK Zabok                 |
| | Szőke Péter Soma | Magyarország           | 1-2   | 188 cm   | 2002.                         | utánpótlásból került fel |
| | Frank Áron | Magyarország           | 1     | 192 cm   | 2000. január 20. (25 éves)    | Szolnoki Olajbányász KK  |
| | Kaszás Márton | Magyarország           | 3     | 193 cm   | 2001.                         | utánpótlásból került fel |
| | Rékasi Bendegúz | Magyarország           | 5     | 198 cm   | 2001. január 8. (24 éves)     | utánpótlásból került fel |
| | Tóth Tibor | Magyarország           | 1-2   | 179 cm   | 2001.                         | utánpótlásból került fel |

| Mezszám | Név                | Ország                 | Poszt | Magasság | Életkor                       | Korábbi csapat           |
| ------- | ------------------ | ---------------------- | ----- | -------- | ----------------------------- | ------------------------ |
| 7       | Aleksa Brbaklic    | Magyarország · Szerbia | 2-3   | 196 cm   | 1995. október 14. (29 éves)   | Alba Fehérvár            |
| 15      | Ruják Bence        | Magyarország           | 1-2   | 193 cm   | 1995. február 13. (30 éves)   | Soproni KC               |
|         | Füzi Róbert        | Magyarország           | 3     | 195 cm   | 1999. január 27. (26 éves)    | HOYA-PE Veszprém         |
|         | Katona Bence       | Magyarország           | 1-2   | 190 cm   | 1999. március 29. (25 éves)   | MAFC                     |
|         | Stefan Filipovic   | Magyarország · Szerbia | 5     | 207 cm   | 1998. február 5. (27 éves)    | Egis Körmend             |
|         | Czirbus József     | Magyarország           | 5     | 202 cm   | 1994. augusztus 10. (30 éves) | HOYA-PE Veszprém         |
|         | Xeyrius Williams   | USA                    | 4-5   | 206 cm   | 1997. május 26. (27 éves)     | Egis Körmend             |
|         | James Kinney       | USA                    | 2     | 188 cm   | 1990. október 10. (34 éves)   | Soproni KC               |
|         | Orlando Coleman    | USA                    | 3     | 196 cm   | 1992. szeptember 9. (32 éves) | Atomerőmű SE             |
|         | Jarvis Garrett Jr. | USA                    | 1     | 183 cm   | 1995. május 13. (29 éves)     | BK Spisska               |
|         | Mladen Primorac    | bosnyák                | 5     | 211 cm   | 1990. március 7. (35 éves)    | KK Zabok                 |
|         | Szőke Péter Soma   | Magyarország           | 1-2   | 188 cm   | 2002.                         | utánpótlásból került fel |
|         | Frank Áron         | Magyarország           | 1     | 192 cm   | 2000. január 20. (25 éves)    | Szolnoki Olajbányász KK  |
|         | Kaszás Márton      | Magyarország           | 3     | 193 cm   | 2001.                         | utánpótlásból került fel |
|         | Rékasi Bendegúz    | Magyarország           | 5     | 198 cm   | 2001. január 8. (24 éves)     | utánpótlásból került fel |
|         | Tóth Tibor         | Magyarország           | 1-2   | 179 cm   | 2001.                         | utánpótlásból került fel |